# Brodie Kostecki
Brodie „Bush” Kostecki (ur. 1 listopada 1997 w Perth) – australijski kierowca wyścigowy pochodzenia ukraińskiego, startujący w wyścigach Supercars. Mistrz tej serii w roku 2023. Zwycięzca prestiżowego wyścigu Bathurst 1000 rozgrywanego w ramach tej serii w 2024.

## Kariera sportowa
Waters rozpoczął ściganie od kartingu. Kolejnym krokiem w karierze było przeniesienie się do Stanów Zjednoczonych i starty przez dwa lata w regionalnej serii NASCAR - K&N Pro Series East. Po powrocie do Australii startował w serii Super2, kategorii będącej niższym szczeblem głównej serii Supercars. W trakcie startów w Super2 w 2019 w rodzinnym zespole Kostecki Brother Racing, udało mu się razem z kuzynem Jakiem wystartować w trzech wyścigach długodystansowych serii Supercars jako dzika karta. Na sezon 2021 podpisał kontrakt z zespołem Erebus Motorsport i od tego czasu startuje w serii Supercars, a w 2023 odniósł tam swoje pierwsze zwycięstwa i jednocześnie został mistrzem tej serii.

## Wyniki

### Podsumowanie
| Sezon | Seria                      | Zespół                   | Starty | PP | Zwyc. | Punkty | Pozycja |
| ----- | -------------------------- | ------------------------ | ------ | -- | ----- | ------ | ------- |
| 2013  | NASCAR K&N Pro Series East | Kostecki Motorsports     | 3      | 0  | 0     | 55     | 44.     |
| 2014  | NASCAR K&N Pro Series East | Kostecki Motorsports     | 13     | 2  | 0     | 375    | 18.     |
| 2017  | Dunlop Super2 Series       | Matt Stone Racing        | 20     | 0  | 0     | 781    | 15.     |
| 2018  | Dunlop Super2 Series       | Kostecki Brothers Racing | 15     | 0  | 3     | 1202   | 5.      |
| 2019  | Supercars Championship     | Kostecki Brothers Racing | 5      | 0  | 0     | 233    | 47.     |
| 2019  | Dunlop Super2 Series       | Kostecki Brothers Racing | 5      | 0  | 1     | 434    | 18.     |
| 2020  | Supercars Championship     | Erebus Motorsport        | 1      | 0  | 0     | 168    | 34.     |
| 2020  | Dunlop Super2 Series       | Eggleston Motorsport     | 5      | 0  | 2     | 499    | 8.      |
| 2021  | Supercars Championship     | Erebus Motorsport        | 30     | 0  | 0     | 1788   | 9.      |
| 2022  | Supercars Championship     | Erebus Motorsport        | 34     | 0  | 0     | 2142   | 7.      |
| 2023  | Supercars Championship     | Erebus Motorsport        | 28     | 10 | 6     | 2888   | 1.      |